# Пробел
Пробе́л ( ) — интервал между буквами, обозначающий границы слов во многих системах письменности. Пробел не относится к знакам препинания.
В финикийском и первоначальных вариантах древнееврейского и арамейского письма пробел не использовался. В греческом письме он используется более тысячи лет. В латыни пробел иногда встречался в древности, потом исчезал и вернулся тоже около тысячи лет назад. В древнейших славянских памятниках пробел также отсутствует (как в глаголице, так и в кириллице); регулярно и в нынешнем смысле используется в кириллице только с XVII века. В арабском письме практически не использовался до XX века. В современном китайском и японском языках пробел также может не использоваться.
Для указания словораздела в письменностях, не имеющих или редко использующих пробелы, применялись и применяются различные приёмы, например:
- особые формы букв для начала и (или) конца слова;
- использование диакритических знаков, ставящихся при первой и (или) последней букве слов, либо добавление к началу (концу) слова особых непроизносимых букв;
- разделение слов вместо пробелов другими знаками (чаще всего точкой или двоеточием, иногда вертикальной чертой и т. п.);
- слитное начертание знаков, входящих в одно слово, либо обозначение принадлежности знаков к слову графически (например, чертой).

В старинных письменностях пробелами (или иным способом разделения) могли отделяться не отдельные слова, а более крупные единицы текста (словосочетания) или более мелкие (слоги). Во вьетнамской письменности пробел разделяет слоги и сейчас.
Слитное и раздельное написание сочетаний полных слов со служебными элементами (предлогами, частицами и т. п.) представляет собой одну из самых сложных для учащихся и нестабильную часть орфографии многих языков, в том числе и русского.

## Обычный пробел
| Внешний вид | Символ Юникода | Символ Юникода | Представление в HTML | Представление в HTML |
| Внешний вид | Код            | Название       | Десятичное           | Шестнадцатеричное    |
| ----------- | -------------- | -------------- | -------------------- | -------------------- |
| « »         | U+0020         | space          | &#32;                | &#x20;               |

Принято считать, что пробел является графическим (печатным) символом, не имеющим графического представления. Тем не менее, в некоторых кодировках символов (например, телетайпном коде ITA2) он относится к управляющим символам (как символ форматирования, выполняющий функцию перемещения активной знаковой позиции (например, головки печатающего устройства) на одну позицию вперёд), а в некоторых других (например, стандарте ISO/IEC 646) считается и управляющим, и печатным одновременно. Такая же двойственная классификация пробела закреплена и в ГОСТ 27465—87.

### Правила постановки пробела рядом со знаками препинания в русском языке
В русскоязычном наборе пробел ставится:
- после запятой, точки (в том числе и обозначающей сокращения и инициалы), точки с запятой, двоеточия, вопросительного и восклицательного знака, многоточия (кроме многоточий, начинающих предложение);
- перед многоточием, стоящим в начале предложения (если этим предложением не начинается абзац);
- с внешней стороны скобок и кавычек;
- с обеих сторон тире, за исключением тире между цифровыми обозначениями неотрицательных целых чисел (по типографским правилам, вокруг тире ставятся не обычные пробелы, а укороченные (двухпунктовые), но из-за ограничений стандартных раскладок клавиатуры, на которых нет укороченных пробелов, часто ставят полные пробелы: неразрывный слева и обычный справа).

Однако пробел не ставится:
- перед запятой, точкой, точкой с запятой, двоеточием, вопросительным и восклицательным знаками, многоточием (кроме многоточия, стоящего в начале предложения);
- после многоточия, стоящего в начале предложения;
- с внутренней стороны скобок и кавычек;
- с обеих сторон дефиса (за исключением односторонних дефисов, то есть случаев вроде «одно- и двухэтажный») и апострофа.

В случае одновременной применимости обоих вышеприведённых правил (например, если точка стоит перед закрывающей скобкой, или перед запятой) пробел не ставится.
В некоторых руководствах по типографскому набору также указывается, что пробел не ставится, если тире следует за точкой или запятой.
В случае, когда двоеточие используется в качестве знака деления, оно отбивается с обеих сторон полукегельными шпациями.

### Применение в типографике других стран
В американской типографике (в отличие от британской и австралийской) пробел не ставится до и после длинного тире (как во фразе «A dash indicates a sudden break in thought—a parenthetical statement like this one—or an open range», где длинные тире выделяют вставную конструкцию).
Во французской типографике после открывающей кавычки и перед закрывающей ставится 1/4 пробела шириной с букву M (например, « Son explication n’est qu’un mensonge », s’indigna le député.)

## Пробел между предложениями
Пробел между предложениями — горизонтальное расстояние между соседними предложениями в печатном тексте. В разные периоды со времени изобретения наборного шрифта использовались пробелы различной длины по отношению к пробелам между словами — обычный, полуторный, двойной. Длина пробела между предложениями также могла меняться в заданном интервале для возможности выравнивания текста по ширине страницы или для избежания появления коридоров.
Появление печатных машинок в конце XIX века привело к появлению двух чётко обособленных стилей разделения предложений — английского, при котором между предложениями используется двойной пробел, и французского, предполагающего использование одинарного. К середине XX века французский стиль стал преобладать и превратился в стандарт де факто после появления компьютеров.

## Неразрывный пробел
Неразрывный пробел — символ, отображающийся внутри строки подобно обычному пробелу, но не позволяющий программам отображения и печати разорвать в этом месте строку. Используется для автоматизации вёрстки, правила которой предписывают избегать разрыва строк в известных случаях (большей частью для удобочитаемости), например, между инициалами и фамилией. Во многих программах неразрывный пробел отличается от обычного также тем, что не изменяет размер при разгоне строки по ширине. В Юникоде имеет шестнадцатеричный код U+00A0.

## Другие пробелы в Юникоде
| Символ Юникода | Символ Юникода            | Внешний вид | Представление в HTML | Представление в HTML | Представление в HTML     | Пояснения |
| Код            | Название                  | Внешний вид | Десятичное           | Шестнадцатеричное    | Мнемоника                | Пояснения |
| -------------- | ------------------------- | ----------- | -------------------- | -------------------- | ------------------------ | --- |
| U+2000         | en quad                   | « »         | &#8192;              | &#x2000;             |                          | Канонически эквивалентен символу U+2002 en space. |
| U+2001         | em quad                   | « »         | &#8193;              | &#x2001;             |                          | Канонически эквивалентен символу U+2003 em space. |
| U+2002         | en space                  | « »         | &#8194;              | &#x2002;             | &ensp;                   | Имеет ширину, равную половине кегля шрифта (исторически происходит от ширины заглавной буквы N). |
| U+2003         | em space                  | « »         | &#8195;              | &#x2003;             | &emsp;                   | Имеет ширину, равную кеглю шрифта (исторически происходит от ширины заглавной буквы M). |
| U+2004         | three-per-em space        | « »         | &#8196;              | &#x2004;             | &emsp13;                 | Имеет ширину втрое меньше, чем у U+2003 em space, ближе всех к обычному пробелу. |
| U+2005         | four-per-em space         | « »         | &#8197;              | &#x2005;             | &emsp14;                 | Имеет ширину в четыре раза меньше, чем у U+2003 em space. |
| U+2006         | six-per-em space          | « »         | &#8198;              | &#x2006;             |                          | Имеет ширину в шесть раз меньше, чем у U+2003 em space. |
| U+2007         | figure space              | « »         | &#8199;              | &#x2007;             | &numsp;                  | Имеет такую же ширину, что и цифры в данном шрифте, и предназначен для набора таблиц. Неразрывный. |
| U+2008         | punctuation space         | « »         | &#8200;              | &#x2008;             | &puncsp;                 | Имеет ширину знака препинания (точки). |
| U+2009         | thin space                | « »         | &#8201;              | &#x2009;             | &thinsp; &ThinSpace;     | Обычно имеет ширину в 1/5 (реже — в 1/6) кегля, соответствует двухпунктовой шпации при наборе кеглем в 10 пунктов. |
| U+200A         | hair space                | « »         | &#8202;              | &#x200A;             | &hairsp; &VeryThinSpace; | Самый узкий пробел, соответствует самой тонкой шпации в кассе наборщика. |
| U+200B         | zero width space          | «»          | &#8203;              | &#x200B;             | &ZeroWidthSpace;         | Пробел нулевой ширины показывает места, в которых можно разрывать строку, не добавляя знак переноса; ширина его нулевая. Применяется в языках, в которых пробелов нет. При выравнивании текста по ширине может расширяться, как и любой другой пробел. |
| U+202F         | narrow no-break space     | « »         | &#8239;              | &#x202F;             |                          | Узкий неразрывный пробел. |
| U+205F         | medium mathematical space | « »         | &#8287;              | &#x205F;             | &MediumSpace;            | Узкий пробел, применяемый в математических формулах. |
| U+2060         | word joiner               | «⁠»          | &#8288;              | &#x2060;             | &NoBreak;                | Аналогичен U+200B zero width space, но неразрывный. |
| U+3000         | ideographic space         | « »         | &#12288;             | &#x3000;             |                          | Используется в китайском и других восточных языках, имеет ширину одного иероглифа. |

## Пробел при типографском наборе
При типографском наборе пробелы между словами не имели фиксированной ширины. Для книжных изданий традиционно применяются приведённые ниже правила.
Без шпаций набираются такие комбинации:
- знак препинания и предшествующий текст;
- многоточие в начале предложения и последующий текст;
- тире после точки или запятой;
- тире между границами промежутка, включая границы, описываемые словами (например, «5—8 лет», «три—семь дней»[источник не указан 3979 дней] или «поезд Москва—Берлин»);
- тире между фамилиями авторов результата (например, «метод Гаусса—Зейделя»);
- точка или запятая перед знаком сноски;
- кавычки или скобки и заключённый в них текст;
- кавычки или скобки и знаки препинания;
- двойные знаки номера и параграфа;
- число перед знаком градуса, минуты, секунды или терции;
- дефис и смежные элементы;
- буквенно-цифровые обозначения.

С двухпунктовыми шпациями набираются такие комбинации:
- тире и смежные элементы (кроме случаев, указанных выше);
- слово перед знаком сноски;
- классы цифр в многозначных числах.

С трёхунктовыми шпациями набираются такие комбинации:
- числа после знака номера или параграфа, если они разделены запятыми;
- части сокращения с точкой («и т. д.»).

С полукегельными шпациями такие комбинации:
- знак номера или параграфа перед числом;
- числа после знака номера или параграфа, если они не разделены запятыми;
- число и относящееся к нему слово;
- части сокращения без точки («и т. д.»);
- инициалы и фамилия.

Запрещается перенос таких комбинаций:
- диапазон (числа, соединённые тире);
- сокращения, подобные «и т. д.»;
- фамилия и инициалы;
- число и относящееся к нему слово;
- знак номера или параграфа и число;
- обозначение пункта списка и последующий текст.

Ранее пробел не ставился после числа перед знаком процента или промилле, а также перед знаком градуса Цельсия: (0 °C). С 2002 года в Российской Федерации ГОСТ 8.417—2002, а затем Постановление Правительства РФ от 31 октября 2009 года № 879 «Об утверждении положения о единицах величин, допускаемых к применению в Российской Федерации» предписывают ставить пробел между числовым значением и обозначением единицы величины, за исключением обозначения единиц величин в виде знака, размещённого над строкой, перед которым пробел не ставится (например, величина плоского угла 30°; обозначение градуса Цельсия — °C, поэтому правильный вариант t = 20 °C).
В связи с ограниченностью возможностей компьютерных программ в 1990—2000-е годы и стандартной клавиатуры и различиями в традициях типографского набора разных стран в компьютерном наборе де-факто используются упрощённые правила. При этом для предотвращения переноса текста зачастую используется неразрывный пробел.

### Графическое обозначение
В текстах, предназначенных для набора с бумаги и требующих особой точности при наборе (например, в текстах компьютерных программ), место пробела иногда обозначается знаком ␢ (U+2422 blank symbol) или ␣ (U+2423 open box).

### Комментарии
1. ↑  Согласно ГОСТ 19781—90[2], пробел — это «литера, воспроизводимая отсутствием начертания».
2. ↑  Речь идёт в первую очередь о текстах, использующих латиницу, а не кириллицу.
3. ↑  С 2010-х годов практически все издательские и офисные программы имеют поддержку Юникода, за счёт которой ограничения снимаются.
4. ↑  Современные издательские программы имеют встроенные средства автоматизации, и на их основе существуют готовые решения, позволяющие без существенных затрат труда и времени расставлять в наборе пробелы, предусмотренные полной версией правил.